# Carla Kniestedt

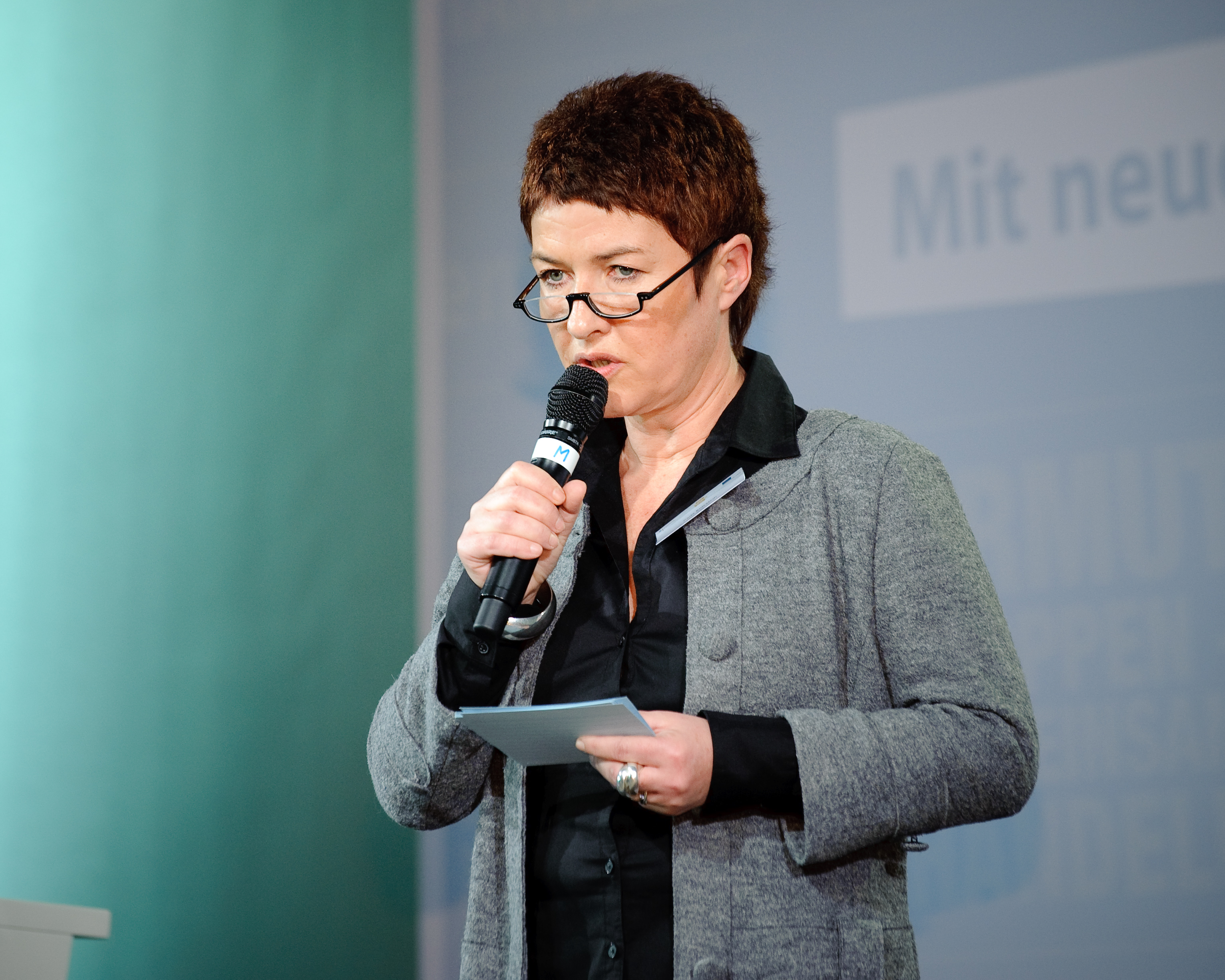
Carla Kniestedt, 2010

Carla Kniestedt (* 16. Mai 1960 in Leipzig) ist eine Journalistin, ehemalige TV- und Veranstaltungsmoderatorin und Politikerin. Von 2019 bis 2024 war sie Abgeordnete für Bündnis 90/Die Grünen im Landtag von Brandenburg.

## Leben
Carla Kniestedt wuchs in Leipzig auf. Nach einem Umzug nach Berlin kehrte sie später dorthin zurück und studierte nach dem Abitur von 1978 bis 1983 an der Sektion Journalistik der Leipziger Karl-Marx-Universität. 1981 wurde sie Mitglied der SED. Bei dem SED-Zentralorgan Neues Deutschland war sie anschließend bis 1988 Redakteurin, ehe sie dann freiberufliche Korrektorin bei verschiedenen Verlagen wurde. 1990 war sie als Pressesprecherin des Berliner Centrum-Warenhauses am Alexanderplatz tätig.
Von 1993 bis 2019 war Kniestedt Fernsehmoderatorin bei verschiedenen öffentlich-rechtlichen Sendern (u. a. ORB, MDR). Im rbb-Fernsehen moderierte sie im Wechsel mit Ulli Zelle samstags die Sendung Heimatjournal. Hier stellte sie Menschen, Landschaften und Geschichten in Berlin und Brandenburg vor. Als Moderatorin des Vorabendjournals rbb um 6 war sie regelmäßig auf dem Bildschirm.
Nach einer parteiinternen Wahl im Februar 2019 auf dem Landesparteitag der Brandenburger Grünen trat sie bei der Landtagswahl im September 2019 auf dem elften Listenplatz an. Die Grünen bekamen bei der Landtagswahl 10 Sitze; Kniestedt war zunächst nicht im Parlament. Nachdem die Grünen gemeinsam eine Koalition mit SPD und CDU eingingen und die grünen Fraktionschefs in die Regierung wechselten, rückte Kniestedt im Dezember 2019 in den Landtag nach. Bei der Landtagswahl 2024 zogen die Grünen nicht mehr in den Landtag ein; Kniestedt schied somit aus dem Landtag aus.
Carla Kniestedt hat drei Kinder und war zeitweilig mit dem SPD-Politiker Matthias Platzeck liiert. Sie lebt in Lychen und betreibt dort mit ihrem Mann, dem ehemaligen Landes- und Kommunalpolitiker Roland Resch, ein Restaurant und ein Café in einer historischen Mühle.

## Auszeichnungen
1998 wurde sie für ihre Fernsehreportagen (u. a. zur Oderflut 1997) mit dem Förderpreis des Hanns-Joachim-Friedrichs-Preis für Fernsehjournalismus ausgezeichnet.